# Angústia

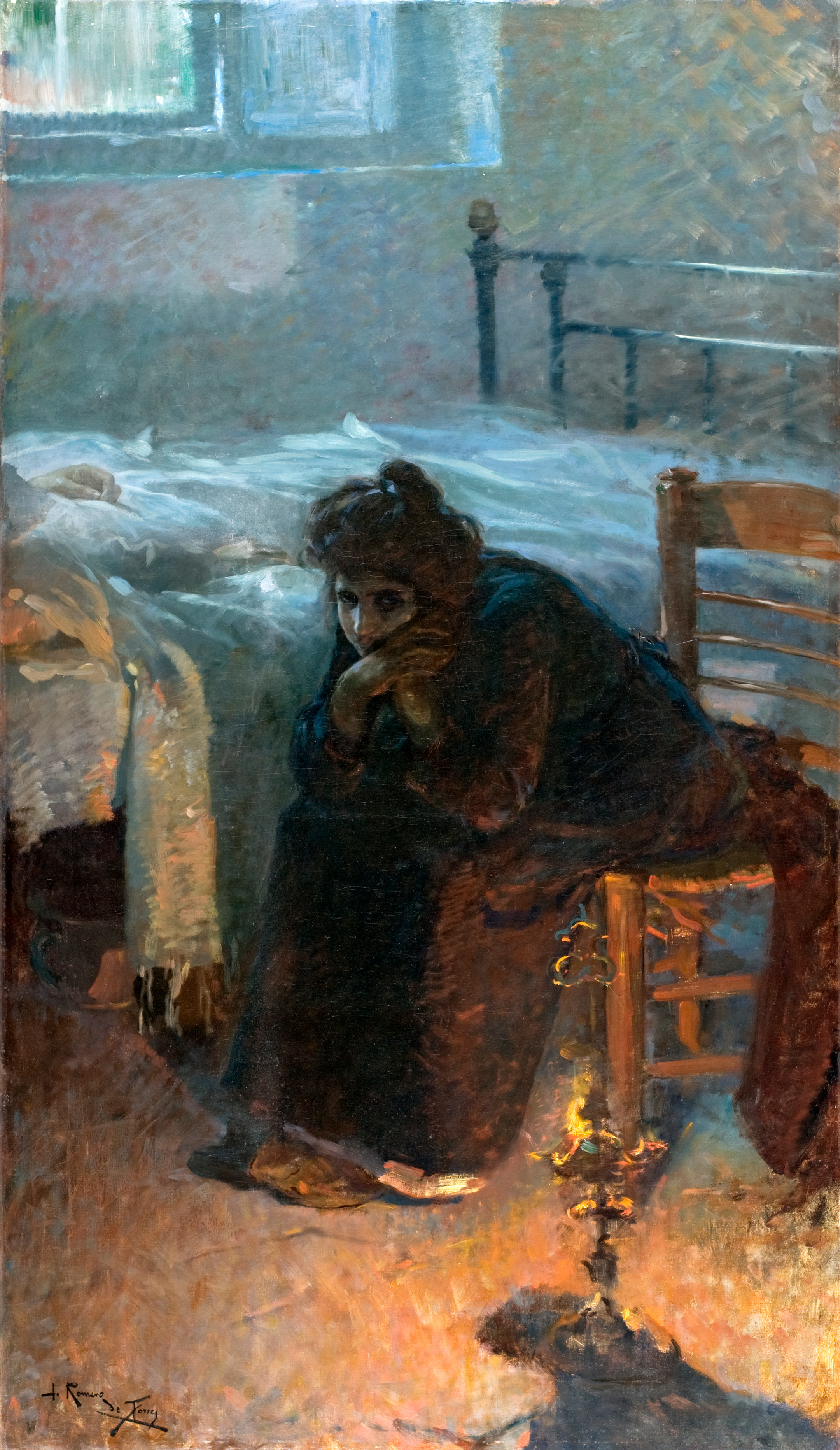
"Horas de angústia" (Julio Romero de Torres, 1904).

Podemos chamar de angústia a forte sensação psicológica, caracterizada por "abafamento", insegurança, falta de humor, ressentimento e dor. Na moderna psiquiatria é considerada uma doença que pode produzir problemas psicossomáticos.
A angústia é também uma emoção que precede algo (um acontecimento, uma ocasião, circunstância), também pode-se chegar a angústia através de lembranças traumáticas que dilaceraram ou fragmentaram o ego.
Angústia quando a integridade psíquica está ameaçada, também costuma-se haver angústia em estados paranoicos onde a percepção é redobrada e em casos de ansiedade persecutória.
A angústia exerce função crucial na simbolização de perigos reais (situação, circunstância) e imaginários (consequências temidas).

## Filosofia
No tocante à análise do problema da angústia, Arthur Schopenhauer nos apresenta em sua filosofia uma visão extremamente pessimista da vida: para ele, viver é necessariamente sofrer. Por mais que se tente conferir algum sentido à vida, na verdade, ela não possui sentido ou finalidade alguma. A própria vontade é um mal. Nós queremos vencer, desejamos vencer. Mas a vontade gera a angústia e a dor e, os mais tenros momentos de prazer, por mais profícuos que possam vir a ser, são apenas intervalos frente à infelicidade.
É com base em Schopenhauer que um outro pensador alemão, Friedrich Wilhelm Nietzsche, concluiu que, dentre todos os povos da Antiguidade, os gregos foram os que apresentaram maior sensibilidade para compreender o sofrimento e a tragicidade da existência humana, como que permeada pela dor, solidão e morte. No entanto, os mesmos gregos criaram uma sociedade baseada no princípio do equilíbrio: nada em demasia como forma de combater todos os nossos instintos e paixões. A arte é concebida, nesta concepção da vida, como catarse. Assim surgiram as tragédias gregas que, enquanto arte da representação e da aparência, nos colocam ainda hoje em contato com toda a tragicidade e angústia de nossa existência. Segundo Nietzsche é preciso ter consciência de que a vida é sim uma tragédia, para que possamos desviar um instante os olhos da nossa própria indigência, desse nosso horizonte limitado, colocando mais alegria em nossas vidas. A arte tem essa função.
Jean-Paul Sartre, filósofo francês contemporâneo, representante da corrente existencialista, defendeu que a angústia surge no exato momento em que o homem percebe a sua condenação irrevogável à liberdade, isto é, o homem está condenado a ser livre, posto que sempre haverá uma opção de escolha: mesmo diante de A, pode optar por escolher não-A. Ao perceber tal condenação, ele se sente angustiado em saber que é senhor de seu destino.

## Psicanálise
Sigmund Freud, pai da Psicanálise, realizou estudos sobre o problema da angústia. Neste ínterim, se faz mister observar o quão suscetível o Ocidente está às doenças próprias desse sistema econômico, tais como a esquizofrenia. Contudo, a mais eminente colaboração da Psicanálise para essa temática pode ser percebida na sua análise do aparelho psíquico: um conflito interno entre três instâncias psíquicas fundamentais ao equilíbrio do ser: as vontades (Id) vivem em constante atrito com o instinto repressor (Superego). O balanço entre as vontades e as repressões tem que ser buscado pelo Ego, a consciência. É o Ego que analisa a possibilidade real de por em prática uma ação desejada pelo Id. Não obstante, controla o excessivo rigor imposto pelo Superego. A esse conflito entre o Id e o Superego, Freud denominou angústia. Cabe ao Ego, portanto, a busca de um equilíbrio entre estas partes do psíquico e, não obstante, entre o sujeito e o todo social."